# 東京都道484号豊洲有明線

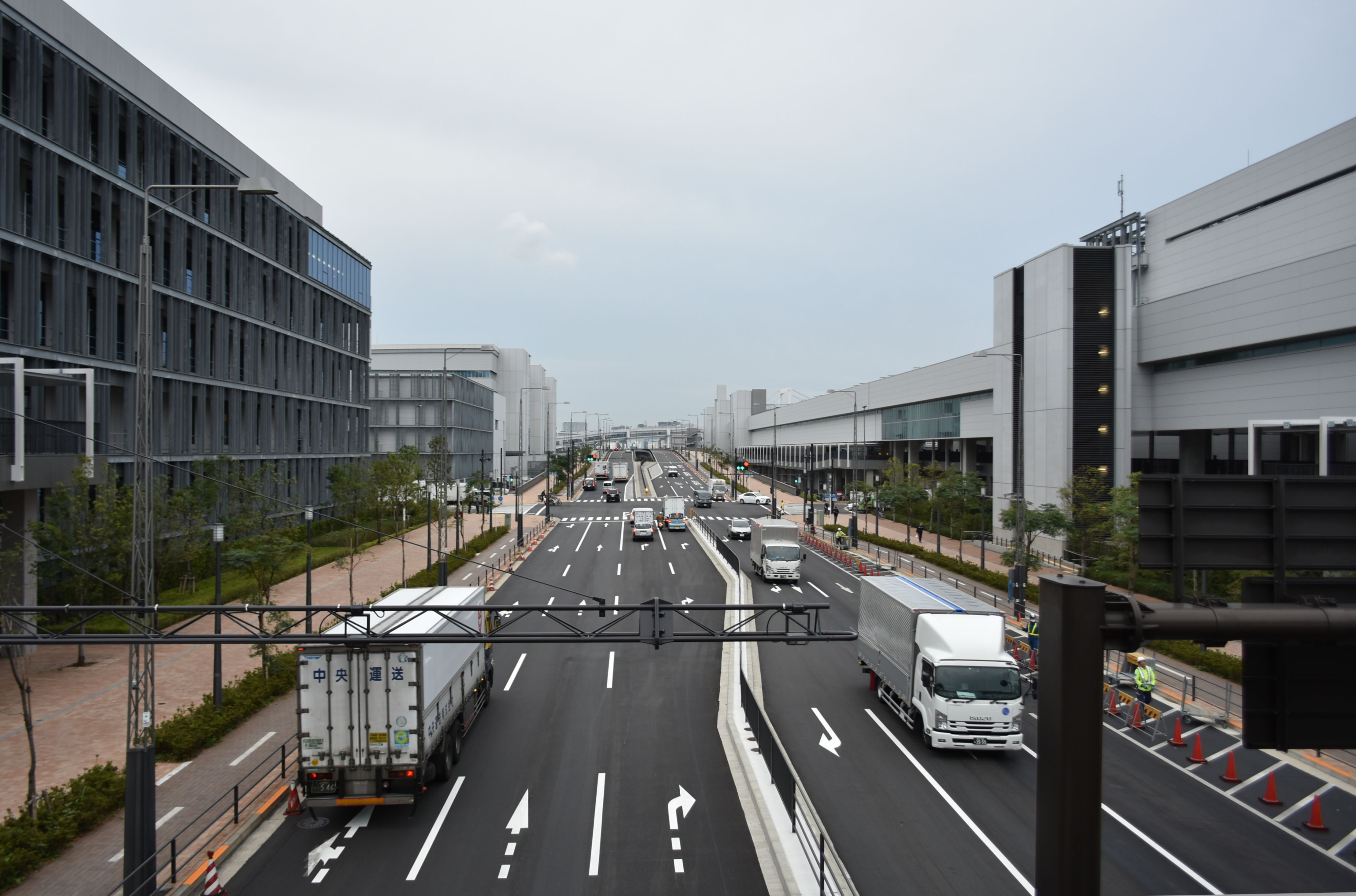
豊洲市場、左管理施設棟 右水産仲卸売場棟（2018年10月15日撮影）

東京都道484号豊洲有明線（とうきょうとどう484ごう とよすありあけせん）は、東京都江東区内を通過する特例都道である。支線は中央区も通る。

## 概要
江東区豊洲と江東区有明を結ぶ路線。2006年3月に全線開通した道路である。国道357号以南は旧東京都道483号有明線であった。
全体として、片側2車線 - 片側3車線という、広幅員の道路となっており、また、交通量もさほど多くないため、日中でもほとんど渋滞せず、流れはスムーズである。2006年（平成18年）11月に開通した有明通りと併せて、港湾地区の交通分散に役立っている。
新豊洲駅から市場前駅にかけては、道路沿いに豊洲市場の施設が並ぶ。また、本線の豊洲市場前交差点から国道357号交点までの区間と豊洲大橋を通る支線は、都市計画道路環状2号線の一部を構成する。

### 路線データ
- 総延長：3.0km[1]
- 実延長：3.0km[1]
- 起点：東京都江東区豊洲二丁目（豊洲駅前交差点）
- 終点：東京都江東区有明三丁目（東京ビッグサイト前交差点）

## 路線状況

### 通称
環二通り：有明中央橋南交差点 - 月島警察署前交差点＝東京都通称道路名設定公告（2014年4月1日）整理番号138

### 交通量
24時間自動車類交通量（台/日）
- 27,320（推定値）

### 橋梁
- 有明北橋（東雲運河）
- 豊洲大橋（晴海運河） - 支線1
- 富士見橋（東雲運河） - 支線2

## 地理

### 通過する自治体
- 東京都
  - 江東区
  - 中央区

### 交差する道路
交差する道路の特記がないものは区道。
本線
| 交差する道路                                        | 交差する道路                                        | 交差点名 | 交差点名                  |
| --------------------------------------------------- | --------------------------------------------------- | -------- | ------------------------- |
| 東京都道319号環状三号線 菊川・木場方面              |                                                     |          |                           |
| 東京都道304号日比谷豊洲埠頭東雲町線（晴海通り）     | 東京都道304号日比谷豊洲埠頭東雲町線（晴海通り）     | 江東区   | 豊洲駅前                  |
|                                                     |                                                     | 江東区   | 豊洲埠頭前                |
| 東京都道304号日比谷豊洲埠頭東雲町線支線（有明通り） | 東京都道304号日比谷豊洲埠頭東雲町線支線（有明通り） | 江東区   | 晴海大橋南詰              |
| 東京都道484号豊洲有明線支線（環二通り）             | 東京都道484号豊洲有明線支線                         | 江東区   | 豊洲市場前                |
| 都橋通り（台場有明北連絡道路）                      | 都橋通り（台場有明北連絡道路）                      | 江東区   | 有明コロシアム東          |
| 国道357号（湾岸道路）                               | 国道357号（湾岸道路）                               | 江東区   | 有明中央橋北 有明中央橋南 |
|                                                     | -                                                   | 江東区   | 有明駅前                  |
| 港湾道路青海有明南連絡線                            | 港湾道路青海有明南連絡線                            | 江東区   | 東京ビッグサイト前        |

支線1
| 交差する道路                                   | 交差する道路                            | 交差点名 | 交差点名     |
| ---------------------------------------------- | --------------------------------------- | -------- | ------------ |
| 東京都道484号豊洲有明線本線（環二通り）        |                                         |          |              |
| 東京都道484号豊洲有明線本線                    | 東京都道484号豊洲有明線支線             | 江東区   | 豊洲市場前   |
| 東京都道304号日比谷豊洲埠頭東雲町線支線        | 東京都道304号日比谷豊洲埠頭東雲町線支線 | 中央区   | 月島警察署前 |
| 東京都道50号東京市川線支線（環二通り）築地方面 |                                         |          |              |

支線2
| 交差する道路                                    | 交差する道路                            | 交差点名 | 交差点名       |
| ----------------------------------------------- | --------------------------------------- | -------- | -------------- |
| 東京都道484号豊洲有明線本線                     |                                         |          |                |
| 東京都道484号豊洲有明線豊洲大橋支線（環二通り） | 東京都道484号豊洲有明線本線（環二通り） | 江東区   | 豊洲市場前     |
| 都橋通り（台場有明北連絡道路）                  | 都橋通り（台場有明北連絡道路）          | 江東区   | 有明テニスの森 |
| 国道357号（湾岸道路）                           | 国道357号（湾岸道路）                   | 江東区   | 有明二丁目     |
| フェリー埠頭方面                                |                                         |          |                |

### 接続・並行する鉄道
- ゆりかもめ：豊洲駅から東京ビッグサイト駅間を当道の本線と並行している。
  - 豊洲駅 - 新豊洲駅 - 市場前駅 - 有明テニスの森駅 - 有明駅 - 東京ビッグサイト駅
- 東京メトロ有楽町線：豊洲駅
- 東京臨海高速鉄道りんかい線：国際展示場駅

## 主なスポット
- アーバンドック ららぽーと豊洲
- 芝浦工業大学附属中学高等学校
- がすてなーに ガスの科学館
- 豊洲市場
- 有明テニスの森公園
- 有明コロシアム
- がん研究会有明病院
- 東京臨海広域防災公園
- 東京ビッグサイト
- 武蔵野大学有明キャンパス